# Илиц
Илиц (њем. Uelitz) општина је у њемачкој савезној држави Мекленбург-Западна Померанија. Једно је од 89 општинских средишта округа Лудвигслуст. Према процјени из 2010. у општини је живјело 434 становника. Посједује регионалну шифру (AGS) 13054107.

## Географски и демографски подаци
Илиц се налази у савезној држави Мекленбург-Западна Померанија у округу Лудвигслуст. Општина се налази на надморској висини од 42 метра. Површина општине износи 15,0 km². У самом мјесту је, према процјени из 2010. године, живјело 434 становника. Просјечна густина становништва износи 29 становника/km².